# Imovica
Imovica este o localitate din comuna Lukovica, Slovenia, cu o populație de 111 locuitori.